# Die Botanischen Ergebnisse der Reise Seiner Königl. Hoheit des Prinzen Waldemar von Preussen
Die Botanischen Ergebnisse der Reise Seiner Königl. Hoheit des Prinzen Waldemar von Preussen (abreviado Bot. Ergebn. Reise Waldemar) es un libro con ilustraciones y descripciones botánicas que fue escrito por conjuntamente por Johann Friedrich Klotzsch & Christian August Friedrich Garcke y publicado en Berlín en el año 1862 con el nombre de Die botanischen ergebnisse der reise Seiner Königl. Hoheit des prinzen Waldemar von Prussen in den jahren 1845 und 1846. Durch Dr. Werner Hoffmeister ... auf Ceylon dem Himalaya und an den grenzen von Tibet gesammelte pflanzen beschrieben von Dr. Fr. Klotzsch und Dr. Aug. Garcke. Mit 100 lithographirten tafeln.